# Estación Santa Isabel (Santa Fe)
Santa Isabel es una estación ferroviaria ubicada en la localidad del mismo nombre, Departamento General López, provincia de Santa Fe, Argentina.

## Servicios
Actualmente, no presta servicios de pasajeros ni de cargas en la actualidad.

## Historia
En el año 1882 fue inaugurada la Estación, por parte del Ferrocarril Buenos Aires al Pacífico, en el ramal a  Santa Isabel.